# Muñopedro
Muñopedro es un municipio y localidad española de la provincia de Segovia, en la comunidad autónoma de Castilla y León. El término municipal, situado junto a la provincia de Ávila, forma parte del territorio de la Campiña Segoviana y tiene una población de 309 habitantes (INE 2024), incluyendo las pedanías de Peromingo, con 4 habitantes, y Moñibas, vacía desde 2016.

## Geografía
Ubicación

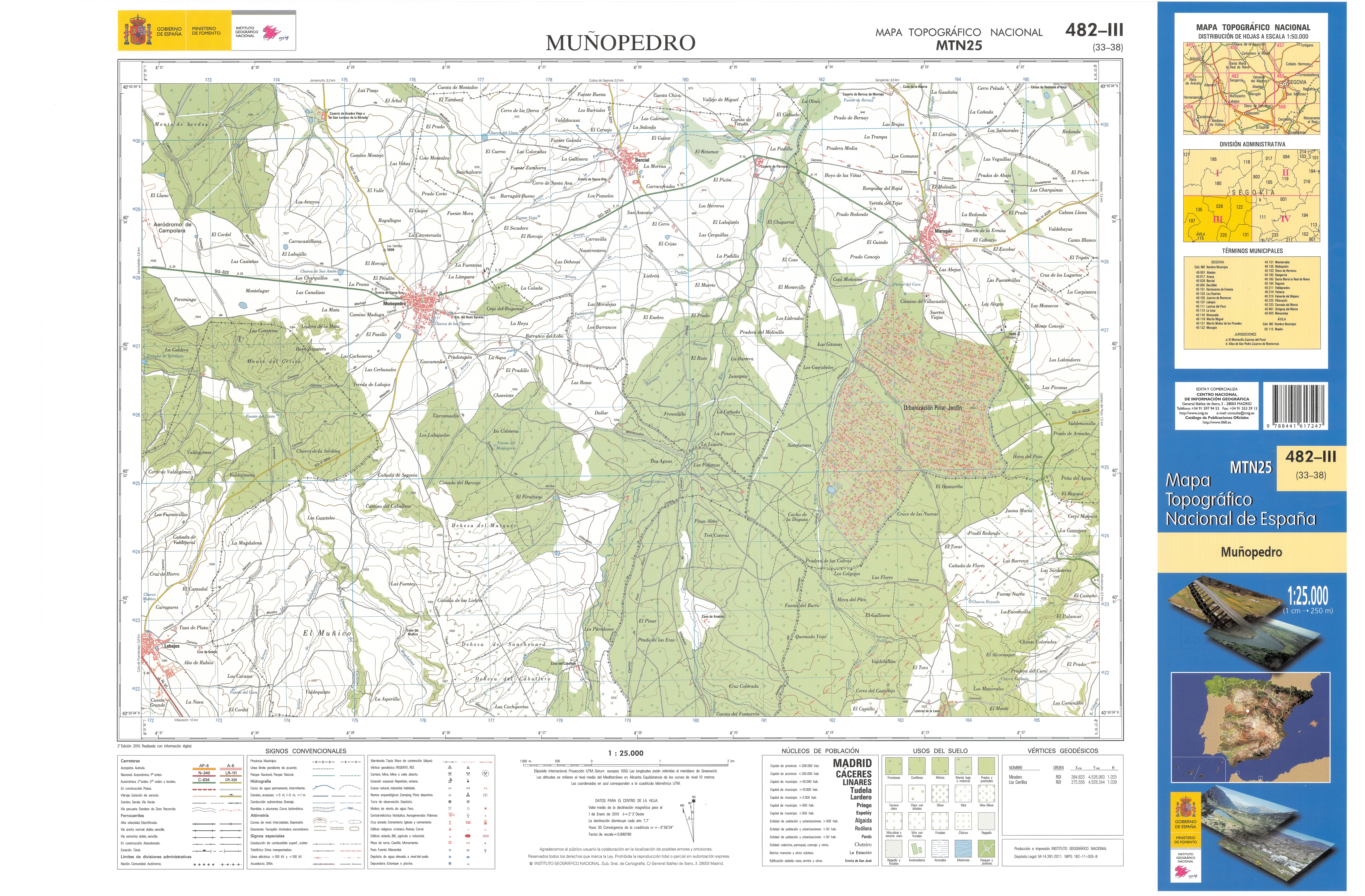
Fragmento de la hoja 482 del Mapa Topográfico Nacional de España de 2010 en el que se representa parte de Muñopedro

La localidad está situada a una altitud de 1020 m sobre el nivel del mar.
| Noroeste: Adanero (AV)          | Norte: Santa María la Real de Nieva | Noreste: Sangarcía |
| Oeste: Sanchidrián (AV)         |                                     | Este: Bercial      |
| Suroeste: Maello (AV) y Labajos | Sur: Villacastín                    | Sureste: Marugán   |

El municipio cuenta con los núcleos de población de Caserío de Acedos y Muñopedro.
También está el despoblado de Chavente, situado a 1,7 km al suroeste (40°52′34″N 4°27′25″O / 40.87611, -4.45694)

## Historia
A mediados del siglo XIX el lugar tenía contabilizada una población de 411 habitantes. Aparece descrito en el decimoprimer volumen del Diccionario geográfico-estadístico-histórico de España y sus posesiones de Ultramar de Pascual Madoz de la siguiente manera:

MUÑO-PEDRO: l. con ayunt. de la prov. y dióc. de Segovia (5 l/2 leg.), part. jud. de Santa María de Nieva (3 1/2), aud. terr. de Madrid (17), c. g. de Castilla la Nueva. sit. en terreno llano, le rodean varios montes á dist. de 1/2 leg.: está combatido por todos los vientos, y su clima frio es propenso á pulmonías y calenturas estacionales. Tiene 150 casas de mediana construccion distribuidas en 6 calles y una plaza: hay casa de ayunt., cárcel, escuela de instruccion primaria comun á ambos sexos, á la que concurren 40 alumnos que se hallan á cargo de un maestro dotado con 1,100 rs., y una igl. parr. (San Miguel Arcángel) servida por un monge Gerónimo que nombra el prior del Escorial: hay 2 ermitas, Santa Ana y Ntra. Sra. del Buen Suceso, propias del pueblo y sostenidas por los fieles: el cementerio está al N. en parage que no ofende la salud pública, y los vec. se surten de aguas para sus usos de las de 2 fuentes, haciéndolo para el de los ganados de 2 lagunas situadas en el centro del pueblo una, y la otra inmediato á la igl. Confina el térm. N. cas. del Salvador; E., Bercial; S. Villacastin y Maello, y O. Labajos: se estiende 2 leg. de N. á S. y 3 de E. á O., y comprende los desp. San Pedrito, Moduga, Chavente, Sacramenia, Muñico y Torrejon; los cas. Peromingo, Moñivas, Acedos y Casa del Caballero; varios montes de pinos y chaparro bajo, algun viñedo y diferentes prados para desgranar mieses: le atraviesa el r. Voltoya y un arrovo titulado Casa del Caballero: el terreno es de secano y de tercera calidad. caminos: los que dirigen á los pueblos limítrofes en mediano estado: el correo se recibe de la estafeta de San García, por propio, los domingos, miércoles y viernes, y salen los martes, jueves y sábados. prod.: trigo, cebada, centeno, algarrobas y algun vino: mantiene ganado lanar, cabrío , vacuno y de cerda, y cria caza de liebres, perdices, conejos, zorros y lobos. ind. y comercio: la agrícola, un molino harinero con dos piedras, esportacion de los frutos sobrantes é importacion de los artículos de que se carece. pobl.: 132 vec., 411 alm. cap. imp.: 80,981 rs. contr.: segun el cálculo general y oficial de la prov. 20'72 por 100. El presupuesto municipal asciende a 5,000 rs. que se cubren con el producto de propios y reparto vecinal.
(Madoz, 1848, p. 692)

## Demografía
El municipio, que tiene una superficie de 87,22 km², cuenta según el padrón municipal para 2021 del INE con 315 habitantes y una densidad de 3,7 hab./km².
Evolución de la población
| Gráfica de evolución demográfica de Muñopedro entre 1828 y 2021 |
| |
| Población según el Diccionario geográfico-estadístico de España y Portugal de Sebastián Miñano. Población de derecho (1842-1897, excepto 1857 y 1860 que es población de hecho) según los censos de población del siglo XIX. Población de derecho (1900-1991) o población residente (2001) según los censos de población del INE. Población según el padrón municipal de 2021 del INE. |

## Administración y política
Lista de alcaldes
| Periodo   | Nombre                                                               | Partido   |
| --------- | -------------------------------------------------------------------- | --------- |

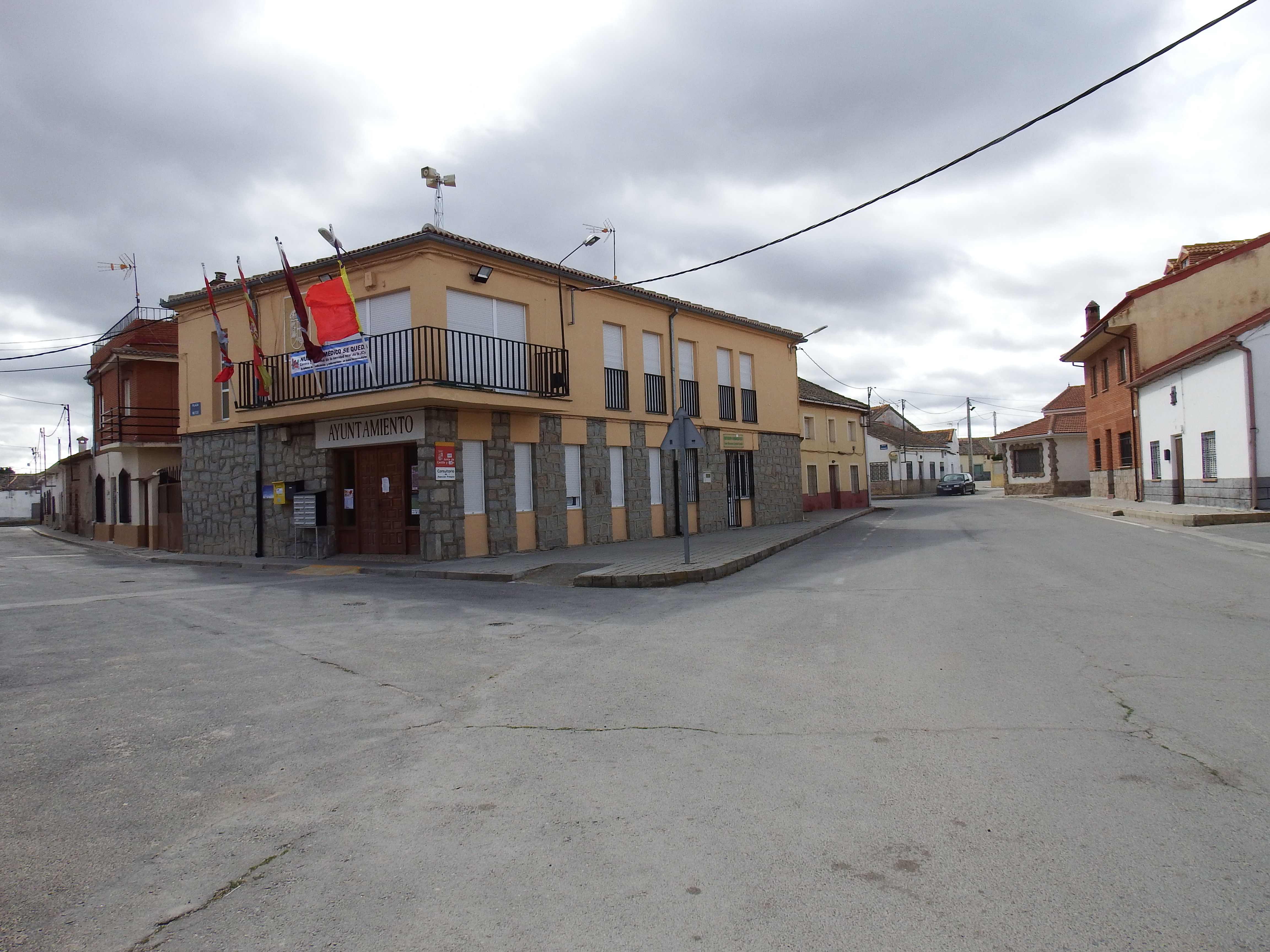
Casa consistorial, sede del ayuntamiento

| 1979-1983 | Jerónimo Pintos Aparicio (1979-1980) Gabriel Muñoz Mañas (1980-1983) | Ind.      |
| 1983-1987 | Gabriel Muñoz Mañas                                                  | Ind.      |
| 1987-1991 | Ireneo Gómez Gozalo                                                  | PDP CP-AP |
| 1991-1995 | Lázaro Torres Rivilla                                                | PSOE      |
| 1995-1999 | José Antonio Velasco Bravo                                           | IU PSOE   |
| 1999-2003 | Juan María Marugán Cabrero                                           | PP        |
| 2003-2007 | Carlos Núñez Miguelsanz                                              | PP        |
| 2007-2011 | José Antonio Velasco Bravo                                           | PSOE      |
| 2011-2015 | José Antonio Velasco Bravo                                           | PSOE      |
| 2015-2019 | José Antonio Velasco Bravo                                           | PSOE      |
| 2019-2023 | José Antonio Velasco Bravo                                           | PSOE      |
| 2023-act. | José Antonio Velasco Bravo                                           | PSOE      |

## Símbolos
El escudo heráldico y la bandera que representan al municipio fueron aprobados oficialmente el 22 de diciembre de 1997. El escudo se blasona de la siguiente manera:

Escudo terciado en mantel. Primero, de oro, con San Miguel Arcángel, armado, en actitud de abatir al demonio, representado por un dragón. Segundo, de gules, con un acueducto de dos órdenes, de plata, mazonado de sable y puesto sobre diez peñascos de plata. Tercero, de azur, con un báculo abacial de oro, puesto en palo. Timbrado de la Corona Real Española.
Boletín Oficial del Estado nº 15 de 17 de enero de 1998

La descripción textual de la bandera es la siguiente:

Bandera cuadrada, de proporción 1:1, terciada en palo de azul, amarillo y rojo, con el escudo municipal en el centro, en sus colores.
Boletín Oficial del Estado nº 15 de 17 de enero de 1998

## Cultura

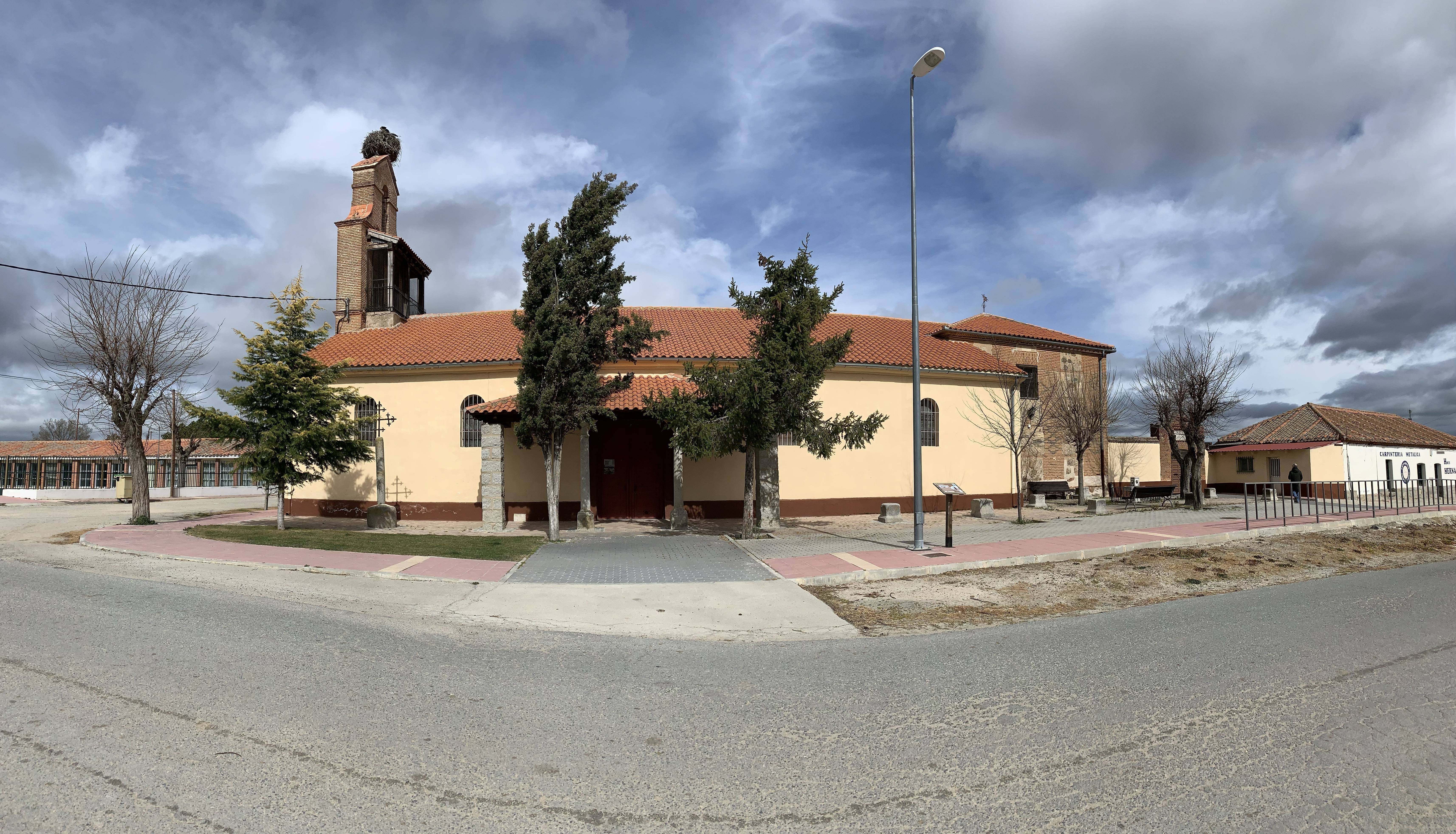
Iglesia parroquial de San Miguel

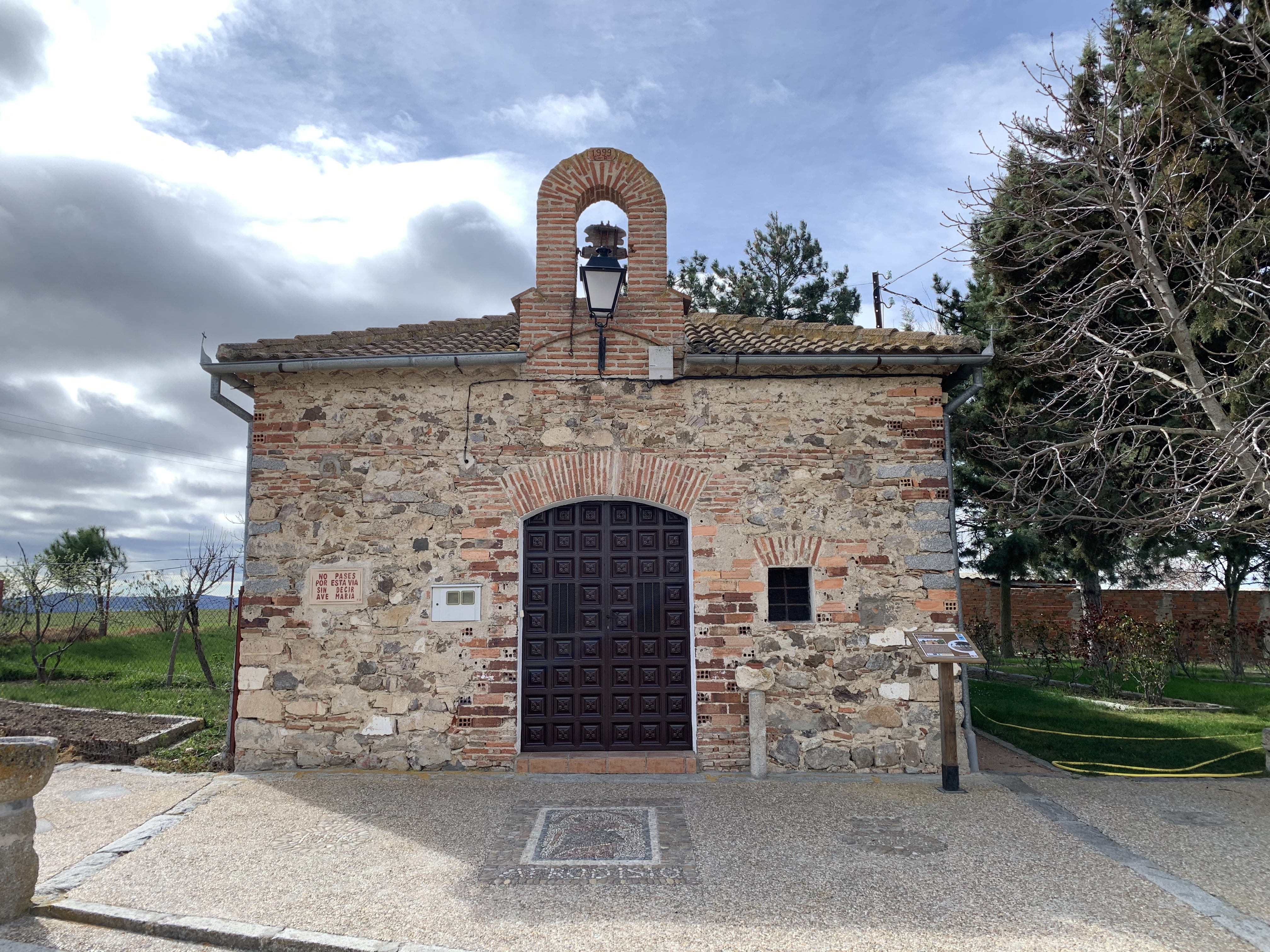
Ermita de la Virgen del Buen Suceso

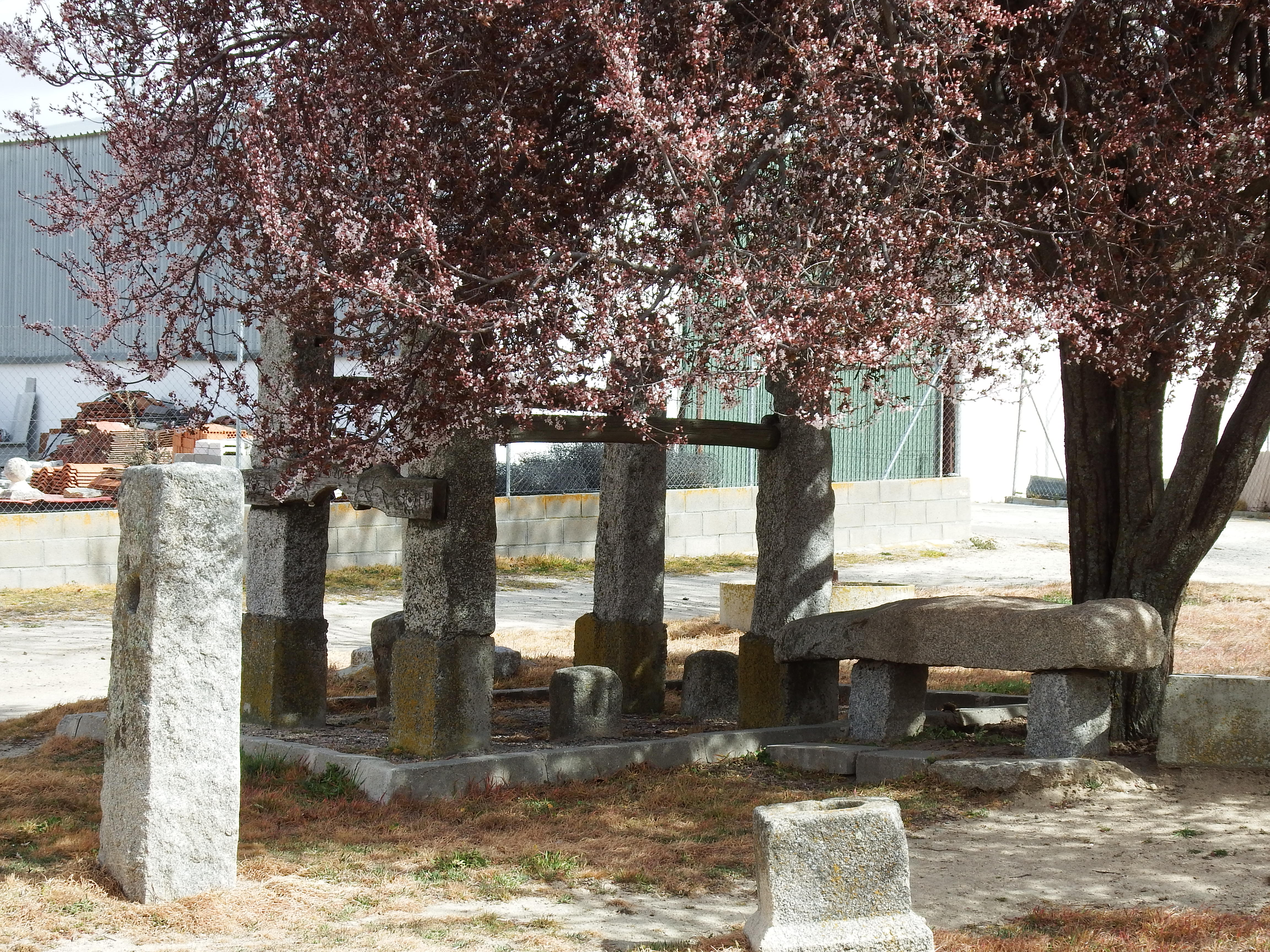
Potro de herrar

### Patrimonio
- Iglesia de San Miguel Arcángel;[6]
- Ermita de Nuestra Señora del Buen Suceso;
- Ermita de Santa Ana;
- Ruinas de Ermita San Pedro de Acedos;
- Laguna de los Tejeros;
- Potro de herrar;
- Iglesia del Torrejón;
- Casa del Caballero, un rancho de esquileo;
- Fuentes de Arriba, Cotorra, Manisgorio, Moñigueros, Anilla y La Mora.[11][12]

### Fiestas
- San Antón, el 17 de enero;
- Festival Solidario, el 17 de febrero;
- San Miguel Arcángel, patronales celebradas durante 5 días en fechas próximas al 29;
- Virgen del Buen Suceso, patronales el primer fin de semana de octubre.[11]

### Leyendas
En la localidad veneran a la Virgen del Buen Suceso, se la llama así debido a que a una aparición de la Virgen en la que les dijo "Buen suceso habéis tenido".